# Lesznica
Lesznica urzędowa nazwa, (potocznie Leśnica) – struga biorąca swój początek w Wodzisławiu Śląskim – Radlinie II; dopływ Szotkówki.
Przepływa przez Wodzisław Śląski, Czyżowice, Turzę Śląską i Łaziska, gdzie wpływa razem z Szotkówką do Olzy. Z powodu przemysłu na tych terenach rzekę silnie zanieczyszczono. Obecnie jednak stara się przywrócić jej czystość, dzięki budowie kanalizacji w rejonie jej dorzecza w Radlinie i Radlinie II, jak również dzięki oddaniu do użytku nowoczesnej oczyszczalni ścieków w Wodzisławiu – Karkoszce. Na Leśnicy znajduje się pompownia radlińskiej koksowni, a woda jest wykorzystywana dla celów przemysłowych przez Koksownię Radlin.
Całkowita długość cieku to ok. 21 km. Strugę zasilają Jedłownicki Potok, Potok Radliński, Krostoszowicki Potok oraz Marklówka.